# Jason Read
Jason Read (23 grudnia 1977 w Flemington) – amerykański wioślarz, złoty medalista w wioślarskiej ósemce na Letnich Igrzyskach Olimpijskich w Atenach.
Będąc strażakiem-ochotnikiem, brał udział w akcji ratowniczej na miejscu zamachu z 11 września 2001 roku w Nowym Jorku.

## Osiągnięcia
- Mistrzostwa Świata – Lucerna 2001 – ósemka – 4. miejsce[1].
- Mistrzostwa Świata – Sewilla 2002 – czwórka bez sternika – 12. miejsce[1].
- Mistrzostwa Świata – Mediolan 2003 – ósemka – 2. miejsce[1].
- Letnie Igrzyska Olimpijski – Ateny 2004 – ósemka – 1. miejsce[1].
- Mistrzostwa Świata – Monachium 2007 – dwójka bez sternika – 8. miejsce[1].